# Penisola di Akrotiri (Cipro)

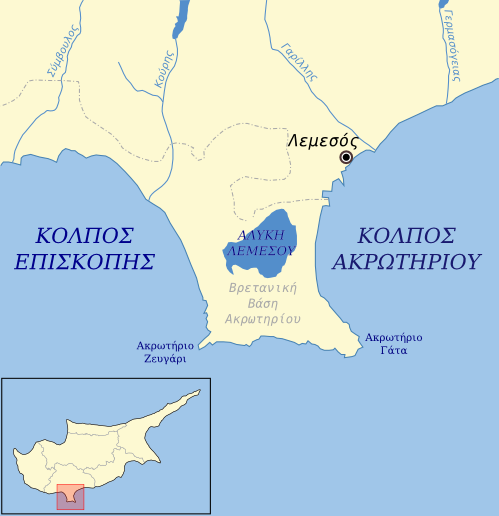
Mappa della penisola di Akrotiri nel sud dell'isola di Cipro

La penisola di Akrotiri è una piccola penisola che comprende il punto più meridionale dell'isola di Cipro. È delimitata dalla baia di Episkopi a ovest e dalla baia di Akrotiri a est e ha due promontori a sud-ovest e sud-est, noti come Capo Zevgari e Capo Gata.
Le caratteristiche più importanti della penisola sono il lago salato di Akrotiri e l'aerodromo della base militare britannica di Akrotiri. 